# John Collins (cóctel)
Un John Collins es un cóctel qué fue mencionado en 1869, pero puede ser anterior. Se cree que tuvo su origen con un mesero de aquel nombre quién trabajaba en Limmer's Old House en la calle Conduit en Mayfair, el cual era un popular hotel y café de Londres entre 1790 –1817.

## Descripción
El John Collins es un cóctel Colins hecho de whiskey Bourbon o ginebra seca de Londres, zumo de limón, azúcar y agua carbonatada. Una receta para un John Collins está en el Steward and Barkeeper's Manual de 1869:

Teaspoonful of powdered sugar

The juice of half a lemon

A wine glass of Old Tom Gin

A bottle of plain soda

Shake up, or stir up with ice. Add a slice of lemon peel to finish.
Cucharadita de azúcar en polvo

Jugo de medio limón

Una copita de ginebra Old Tom

Una botellita de soda

Bátelo, o revuélvelo con hielo. Agrega una rodaja de cáscara de limón para terminar.

El historiador de bebidas David Wondrich ha especulado que la receta original llegó a Nueva York en la década de 1850, habría sido muy similar a los ponches de gin que se servían en clubes de Londres como el Garrick durante la primera mitad del siglo XIX. Wondrich declara que estos habrían sido algo como "gin, zumo de limón, soda fría, y licor de marrasquino".
La solicitud concreta de Old Tom Gim en la receta de 1869 es una causa probable para el cambio de nombre subsiguiente a "Tom Collins" en la receta de Jerry Thomas de 1876. En sencillo, el "John Collins" se refiere a un "Tom Collins" hecho con whisky en vez de gin. Las versiones más tempranas del cóctel de gin probablemente utilizaron Hollands en cambio.

## En la cultura popular
La siguiente rima fue escrita por Frank y Charles Sheridan sobre John Collins:

My name is John Collins, head waiter at Limmer's,

Corner of Conduit Street, Hanover Square,

My chief occupation is filling brimmers

For all the young gentlemen frequenters there.
Mi nombre es John Collins, jefe de camareros de Limmer's, 

Corner of Conduit Street, Hanover Square. 

Mi ocupación principal es llenar los alambres 

para todos los jóvenes caballeros que frecuentan el lugar.